# La Tour-d'Auvergne
 La Tour-d'Auvergne  es una población y comuna francesa, situada en la región de Auvernia, departamento de Puy-de-Dôme, en el distrito de Issoire y cantón de La Tour-d'Auvergne.

## Demografía
| 1093 | 1025 | 858 | 824 | 778 | 719 |
| Para los censos de 1962 a 1999 la población legal corresponde a la población sin duplicidades (Fuente: INSEE [Consultar]) |      |     |     |     |     |